# Actinoscyphia verrilli
Actinoscyphia verrilli is een zeeanemonensoort uit de familie Actinoscyphiidae.
Actinoscyphia verrilli is voor het eerst wetenschappelijk beschreven door Gravier in 1918.